# Javier Akapo
Javier Akapo Martínez (ur. 3 września 1996 w Elche) – piłkarz z Gwinei Równikowej grający na pozycji środkowego pomocnika. Od 2021 jest zawodnikiem klubu CD Ibiza.

## Kariera klubowa
Swoją karierę piłkarską Akapo rozpoczął w klubie CD Cox, w którym zadebiutował w sezonie 2015/2016. Następnie grał w takich klubach jak: CD Binéfar (2016-2017), Carrús UD Ilicitana (2017-2018), CF Intercity (2018), CD Torrevieja (2018-2019), FB Redován CF (2019-2020) i Crevillente Deportivo (2020-2021). W 2021 przeszedł do CD Ibiza.

## Kariera reprezentacyjna
W reprezentacji Gwinei Równikowej Akapo zadebiutował 16 listopada 2021 w zremisowanym 1:1 meczu eliminacji do MŚ 2022 z Mauretanią, rozegranym w Nawakszucie. W 2022 roku został powołany do kadry na Puchar Narodów Afryki 2021. Na tym turnieju nie wystąpił w żadnym meczu.